# Thomas "Bulan" Berglund
Ulf Thomas Berglund, född 9 februari 1969 i Piteå landsförsamling, är en svensk ishockeytränare och före detta ishockeyspelare, som är huvudtränare för Luleå HF i Svenska Hockeyligan.

## Spelarkarriär
Thomas Berglund vann TV-pucken med Norrbotten 1984.
Senare började han sin spelarkarriär i Piteå HC för att sedan spela i Luleå HF under totalt 17 säsonger från 1988 till 2005. I Luleå HF var han med och tog klubbens första SM-guld 1996.
Berglund var assisterande lagkapten i Luleå HF under säsongerna 1999/00 till 2004/05 och är en av de mest utvisade spelarna i Elitseriens historia med 1 083 utvisningsminuter.

## Tränarkarriär
Från 2005 till 2007 var Berglund tränare för Piteå HC tillsammans med Jonas Rönnqvist.
Under åren 2007 till 2010 var Berglund Luleå HF:s juniortränare. Från 2010 till 2014 var Berglund tränare i Luleå HF, tillsammans med Jonas Rönnqvist (huvudtränare) och Roger Åkerström.
Berglund var huvudtränare för Brynäs mellan 2015-2017.
Han blev säsongen 2016/17 utsedd till årets tränare i SHL av Ishockeyjournalisternas Kamratförening.
Säsongen 2024/25 vann han SM-guld som tränare med Luleå HF.